# EPA Larnaca FC
EPA Larnaca foi uma equipe cipriota de futebol com sede em Larnaca. Disputava a primeira divisão da Chipre (Campeonato Cipriota de Futebol).
Seus jogos foram mandados no GSZ Stadium, que possui capacidade para 13.032 espectadores.

## História
O EPA Larnaca foi fundado em 1930.